# SUPER (software)
SUPER © es un programa gratuito capaz de codificar y convertir numerosos formatos tanto de audio como de vídeo, desarrollado por la compañía eRightSoft. El nombre de este programa proviene de las siglas de Simplified Universal Player Encoder & Renderer (‘reproductor, codificador y decodificador universal simplificado’). Soporta una gran variedad de formatos de audio y vídeo: 3gp, amr, avi, mov, rmvb, mp3, flv, etc.
SUPER © reproduce y convierte archivos completos a cualquier formato. EL programa puede descargarse en la página web de la desarrolladora de manera gratuita y de manera totalmente funcional. No requiere codificador alguno instalado. Todos los códecs necesarios están incluidos.

## Requisitos de funcionamiento
- Windows© 98 (segunda edición) o superior.
- Pentium4 o equivalente (1800 MHz recomendado), 512 MiB de RAM o más.
- 20 GiB de espacio libre (o más) en el disco duro donde el sistema operativo está instalado.
- Resolución de vídeo de 1024 x 768 o mayor.